# Saint-Sauveur-de-Ginestoux
Saint-Sauveur-de-Ginestoux este o comună în departamentul Lozère din sudul Franței. În 2009 avea o populație de 64 de locuitori.

## Evoluția populației
| An        | 1975 | 1982 | 1990 | 1999 | 2006 | 2009 |
| --------- | ---- | ---- | ---- | ---- | ---- | ---- |
| Populație | 115  | 93   | 81   | 68   | 65   | 64   |